# Guy de Ventadour
Pour les articles homonymes, voir Ventadour.
Guy de Levy de Ventadour, né vers 1302, mort en 1352, est un prélat français du XIVe siècle. 

## Biographie
Il est le fils de Hélie VIII, vicomte de Ventadour et de Marguerite, fille de Louis de Beaujeu, seigneur de Montferrand et Marguerite de Bommiers, dame du Broc, Châteaumeillant, Préveranges et Bellefaye. Ses frères Élie et Guillaume seront évêques de Tournai.
Il est évêque de Cambrai de 1342 à 1349 puis de Vabres du 17 février 1349 à 1352.